# Jind (Distrikt)
Der Distrikt Jind (Hindi जींद जिला Jīnd Jila, Panjabi ਜੀਂਦ ਜ਼ਿਲ੍ਹਾ) ist ein Distrikt im indischen Bundesstaat Haryana und Teil der National Capital Region. Verwaltungssitz ist die gleichnamige Stadt Jind.

## Geographie
Der Distrikt Jind liegt zentral in Haryana. Die angrenzenden Distrikte sind Fatehabad und Hisar im Westen, Rohtak im Süden, Sonipat im Südosten, Panipat und Karnal im Osten sowie Kaithal im Nordosten. Im Norden grenzt Jind an den Bundesstaat Punjab (Distrikt Patiala).
Physiogeographisch bildet der Distrikt einen Teil der Haryana-Punjab-Ebene, einer großen Schwemmlandebene der Indus-Ganges-Flusssysteme, die aus Ablagerungen seit der Zeit des Pleistozäns entstanden ist. Nur sporadisch finden sich Vertiefungen oder Sanddünen, die jedoch nicht mehr als 6 Meter vom Ebenenniveau abweichen. Topographisch gibt der Distrikt daher ein relativ monotones Landschaftsbild ab. Größere Flüsse gibt es nicht. Für die Wasserversorgung insbesondere der Landwirtschaft spielen die Kanalsysteme des Westlichen Yamuna-Kanals und des Bhakra-Kanals eine große Rolle. Beide Kanalsysteme werden durch den Narwana- und den Barwala-Kanal miteinander verbunden.

## Klima
Das Klima des Distrikts kann als subtropisches Steppenklima charakterisiert werden. Es herrscht hauptsächlich Trockenheit mit sehr heißen Sommern und kalten Wintern, mit Ausnahme der Monsunzeit, die feuchte Luft ozeanischen Ursprungs in den Distrikt bringt. Es können vier Jahreszeiten unterschieden werden. Der Sommer beginnt Mitte März und dauert bis zur letzten Juniwoche, gefolgt von der Zeit des Südwestmonsuns, die bis September andauert. Die Nachmonsunzeit von September bis Oktober bildet eine Übergangsphase, der sich die Wintersaison anschließt, die von November bis zur ersten Märzwoche dauert. Der durchschnittliche Jahresniederschlag liegt bei 515 mm und verteilt sich auf im Mittel 26 Regentage. 84 Prozent des Jahresniederschlags fallen während der Zeit des Südwestmonsuns, wobei Juli und August die regenreichsten Monate sind. Der Niederschlag ist ungleichmäßig verteilt und nimmt im Allgemeinen von Südwesten nach Nordosten zu. Außerhalb der Monsunzeit regnet es nur sporadisch und selten im Rahmen  von westlichen Tiefdruckgebieten und Gewitterstürmen. Die mittlere Maximaltemperatur beträgt 41 °C im Mai/Juni und die mittlere Minimaltemperatur beträgt 6 °C im Januar.

## Geschichte
Vor der Unabhängigkeit Indiens im Jahr 1947 gehörte das Gebiet des späteren Distrikts zum Teil zum Fürstenstaat Jind und zum Teil zum Fürstenstaat Patiala. Ab 1947 kam es zum neu gebildeten Staat Patiala and East Punjab States Union (PEPSU) und ab 1956 zum Bundesstaat Punjab. Mit der Teilung des Punjabs und der Neubildung des Bundesstaats Haryana am 1. November 1966 wurde auch der Distrikt Jind aus den Tehsils Jind und Narwana des damaligen Distrikts Sangrur neu gebildet. In den folgenden Jahrzehnten gab es eine Reihe von Grenzkorrekturen. Am 23. Januar 1973 wurden 54 Dörfer vom damaligen Tehsil Kaithal aus Teilen des Distrikts Karnal an den Distrikt Jind angegliedert und 1974 folgte ein Dorf aus dem Tehsil Hansi des Distrikts Hisar. 1975 umfasste der Distrikt eine Fläche von 3311 km². 1979 wurden zwei Dörfer aus dem Tehsil Narwana an den Distrikt Hisar abgegeben. Später gab der Distrikt weitere Gebiete an den am 16. Oktober 1989 neu entstandenen Distrikt Kaithal und den am 1. November 1989 neu gebildeten Distrikt Panipat ab. Beim Zensus 1991 wurde die Distriktfläche von Jind mit 2736 km² angegeben. Zwischen 1991 und 2001 erfolgten weitere Gebietskorrekturen mit den Nachbardistrikten Kaithal, Rohtak und Karnal. Beim Zensus 2001 betrug die Distriktfläche 2702 km². Die äußeren Distriktgrenzen änderten sich seitdem nicht mehr.

## Bevölkerung
Die folgende Tabelle zeigt die Bevölkerungsentwicklung der letzten Jahrzehnte.
| Jahr      | 1991     | 2001      | 2011      |
| Einwohner | 980.434  | 1.189.827 | 1.334.152 |
| Änderung  | +23,03 % | +21,36 %  | +12,13 %  |

Die Einwohnerzahl lag im Jahr 2011 bei 1.334.152. Die Bevölkerungswachstumsrate im Zeitraum von 2001 bis 2011 betrug 12,13 %. Jind wies ein Geschlechterverhältnis von 871 Frauen pro 1000 Männer auf und hatte damit den in Indien häufigen und im Bundesstaat Haryana besonders ausgeprägten Männerüberschuss. Der Distrikt hatte 2011 eine Alphabetisierungsrate von 71,44 %, eine Steigerung um knapp 9 Prozentpunkte gegenüber dem Jahr 2001. Die Alphabetisierung lag damit leicht unter dem nationalen Durchschnitt (74,4 %) und unter dem Durchschnitt Haryanas (75,6 %). 95,7 % der Bevölkerung waren Hindus, 2,2 % Sikhs, 1,7 % Muslime, 0,2 % Jainas, 0,1 % Christen und ca. 0,1 % gaben keine Religionszugehörigkeit an oder gehörten anderen Religionen an. 12,6 % der Bevölkerung waren Kinder unter 6 Jahre.
22,9 % der Bevölkerung lebten 2011 in Städten. Größte Stadt war Jind mit 167.592 Einwohnern.

## Wirtschaft
Die für den Ackerbau genutzte Fläche lag 2013 bei 2570 km², wovon 2230 km² im Bewässerungsfeldbau bewirtschaftet wurden. Die Hauptanbauprodukte waren Weizen und Reis.